# Matilda Mother
«Matilda Mother» (с англ. — «Мать Матильда») — песня британской рок-группы Pink Floyd из альбома 1967 года The Piper at the Gates of Dawn. В оригинальном издании представлена на первой стороне винилового диска (LP) третьим по счёту треком.
Записана в феврале 1967 года в лондонской студии «Эбби-Роуд». В 1966—1967 годах являлась одним из основных концертных номеров Pink Floyd.
Помимо записи на альбоме The Piper at the Gates of Dawn песня «Matilda Mother» была также включена в сборник 1974 года The Best of the Pink Floyd / Masters of Rock. В юбилейном издании альбома The Piper at the Gates of Dawn, выпущенном в 2007 году, представлена альтернативная версия песни «Matilda Mother» с ранним вариантом стихов. Кроме того, перемикшированная альтернативная версия была включена в сборник 2010 года An Introduction to Syd Barrett. Исполнение этой песни для радиотрансляции на BBC и на концерте в Стокгольме издано в 2016 году на дисках бокс-сета The Early Years 1965–1972.
По мнению музыкальных критиков и исследователей творчества Pink Floyd, «Matilda Mother» в числе остальных песен с альбома The Piper at the Gates of Dawn представляет собой пример классического психоделического звучания и поэзии Сида Барретта времён «расцвета его творческих сил».
Автор музыки и слов песни — Сид Барретт. Вокальные партии исполнены Сидом Барреттом и Ричардом Райтом.

## История записи
Песня «Matilda Mother» является одной из самых ранних оригинальных композиций Pink Floyd, сочинённых Сидом Барреттом в 1966 году. «Matilda Mother» стала первым треком, записанным для дебютного альбома группы The Piper at the Gates of Dawn, и первым треком, записанным группой в студии компании EMI. Запись проводилась во время сессий 21—23 февраля 1967 года в принадлежащем EMI комплексе «Эбби-Роуд» — в студии № 3. Руководил процессом записи продюсер Норман Смит. Запись длилась с 23 часов вечера 21 февраля до 6 часов утра следующего дня (параллельно в студии № 2 записывалась песня The Beatles «Fixing a Hole»). По словам Ника Мейсона, ударника Pink Floyd, студийная версия «Matilda Mother» представляет собой укороченный (с более чётко прописанным соло) 3-минутный вариант продолжительной композиции, исполнявшейся во время ранних концертных выступлений группы.
На завершающем этапе записи альбома песня «Matilda Mother» была отредактирована. По утверждению Николаса Шэффнера, автора книги «Блюдце, полное чудес. Одиссея Pink Floyd», в том месте, где инструментальный пассаж переходит в последний куплет, явно слышно, что часть песни вырезана. Подобную корректировку он объяснил сложностями, постоянно возникавшими во время студийной работы с Сидом Барреттом, который в каждом новом дубле вносил изменения в мелодию песни. Из-за этого часто приходилось использовать монтаж плёнки, добиваясь нужного звучания записываемого трека. Предполагают также, что значительный фрагмент песни (длительностью около одной минуты) был вырезан уже после того, как альбом был записан и готовился к изданию. Отредактировал песню Норман Смит, решивший, что инструментальную часть, звучащую слишком долго, необходимо сократить.
Редактирование и микширование песни было проведено в студии № 3 «Эбби-Роуд» вечером 7 июня с 20:00 до 22:30.
Органная музыка в исполнении Ричарда Райта, во многом определяющая звучание песни, представляет собой типичный образец «мелодии в стиле восточных сладостей» (Rick’s Turkish Delight). Подобную характеристику стиля игры на органе дал Питер Дженнер, менеджер группы, в виду сходства импровизаций Ричарда Райта с музыкой из рекламы шоколада, которая в то время часто показывалась по телевидению.

## Стихи и название
В тексте песни «Matilda Mother» Сид Барретт передаёт свои «впечатления от волшебных таинственных путешествий» в форме рассказа ребёнка, который просит свою мать прочитать ещё одну сказку перед сном: You only have to read the lines as scribbly black, and everything shines! «Всего-то нужно осилить строчки с чёрными закорючками, и всё засверкает!» Просьбу ребёнка усиливает повторение после куплетов фразы Oh mother tell me more «Мама, ну, почитай ещё». Каждый куплет этой песни, по словам
Николаса Шэффнера, представляет собой «переливающийся хоровод фантастических персонажей…с волшебными королями, звенящими колоколами и ордами „туманных всадников“».
Энди Маббетт, своеобразно интерпретируя стихи песни «Matilda Mother», отмечал, что «Сид играет роль испуганного ребёнка, не желающего, чтобы мать выключила свет после вечерней сказки».
Эрин Кинли в своём исследовании, опубликованном в сборнике «Pink Floyd and Philosophy: Careful With that Axiom, Eugene!», писал, что «Matilda Mother» передаёт детские впечатления Сида Барретта, а именно потусторонние ощущения, возникавшие у него от сказок, которые читала ему его мать. Опираясь на философские взгляды Ф. Ницше, Эрин Кинли выделяет в тексте песни «Matilda Mother» аполлонийское начало, которое отражено в сказочных видениях и грёзах. В то же время, уходя от мира иллюзий, автор песни, по мнению Эрина Кинли, пытается увидеть то, что находится за границами сказочного мира. Под влиянием начала Диониса он осознаёт то, что слова могут принимать другие значения и что от них в конечном счёте зависит воплощение его фантазий: The words have different meanings… «У слов есть иные значения».

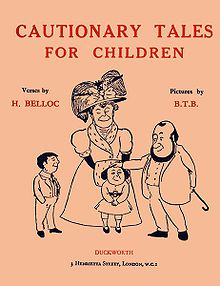
Обложка первого издания книги Хилэра Беллока «Поучительные рассказы для детей»

Первоначальный вариант стихов к песне «Matilda Mother» Сид Барретт написал, используя тексты детской поэзии английского литератора Хилэра Беллока. Лидер Pink Floyd заимствовал три фрагмента из «Поучительных рассказов для детей», в которых рассказывается о детях, которые плохо себя вели и жестоко за это поплатились. В первом куплете цитируется отрывок из стиха «Джим, который убежал от няни и был съеден львом» (Jim: Who ran away from his Nurse, and was eaten by a Lion), во втором — отрывок из стиха «Генри Кинг, который жевал верёвку и рано умер в страшных мучениях» (Henry King: Who chewed bits of string, and was early cut off in Dreadful agonies), в третьем — отрывок из стиха «Матильда, которая говорила неправду и сгорела заживо» (Matilda: Who told Lies, and was Burned to Death). Из-за возможных проблем, связанных с вопросами авторских прав, Сид Барретт был вынужден во время студийной работы над альбомом The Piper at the Gates of Dawn переписать куплеты к песне, кардинально изменив их содержание, но оставив при этом неизменными переходы между куплетами.
Версия песни «Matilda Mother» с фрагментами стихов Хилэра Беллока исполнялась группой Pink Floyd на концертах 1966 года. Запись этой версии включена в юбилейное издание альбома The Piper at the Gates of Dawn, выпущенного в 2007 году, в сборник 2010 года An Introduction to Syd Barrett и в бокс-сет The Early Years 1965–1972 (сборник 1: Cambridge St/ation), а также в отдельно продаваемый от бокс-сета сборник Cre/ation: The Early Years 1967—1972.
По предположению Энди Маббетта, первоначальная версия песни «Matilda Mother» имела название «Sunshine», хотя, также вероятно, что под таким названием был записан первый вариант песни «Remember a Day». Кроме того, существует версия, согласно которой «Sunshine» является инструментальной композицией, записанной во время работы над альбомом The Piper at the Gates of Dawn. Некоторые исследователи творчества Pink Floyd полагают, что в период студийной работы над песней «Matilda Mother», она была условно разделена на три части: «Sunshine» являлось названием третьей, финальной части песни, первая часть называлась — «Matilda Mother», вторая — «Wondering and Dreaming».

## Концертные исполнения
В период концертных выступлений Pink Floyd с Сидом Барреттом (в 1966—1967 годах) песня «Matilda Mother» была одним из наиболее часто исполняемых номеров. В частности, в 1966 году она исполнялась на концертах в зале Церкви Всех Святых наряду с такими композициями, как «Let’s Roll Another One», «Stoned Alone», «The Gnome», «Interstellar Overdrive», «Lucy Leave», «Stethoscope», «Pow R. Toc H.» и «Astronomy Domine». К осени 1966 года «Matilda Mother» вместе с другими песнями Сида Барретта стали основой концертной программы группы и окончательно вытеснили из репертуара Pink Floyd психоделические версии композиций Чака Берри, Бо Диддли и других исполнителей.
В начале 1967 года фрагменты киносъёмок песни «Matilda Mother» и инструментальной композиции «Interstellar Overdrive» стали первым концертным выступлением Pink Floyd, показанным по телевидению. Съёмки проходили 27 января на концерте в клубе UFO, передача под названием Scene Special вышла в эфир 7 февраля на телеканале Granada TV.
12 мая 1967 года «Matilda Mother» была исполнена группой Pink Floyd на одном из её самых известных ранних концертных представлений «Games for May» в Куин Элизабет Холле. Концертный вариант песни «Matilda Mother» был сыгран также во время первой записи Pink Floyd для радио BBC в сентябре 1967 года — группа Pink Floyd включила эту запись в 2016 году в сборник 7: Continu/ation в составе бокс-сета The Early Years 1965–1972.
Часто на концертах за счёт удлинения инструментальной части продолжительность «Matilda Mother» увеличивалась до 6—7 минут. Подобные версии песни в разное время неофициально издавались на дисках с записями концертов скандинавского турне сентября 1967 года (в Стокгольме и Копенгагене). Официально одна из концертных версий была издана в 2016 году вместе с другими композициями с концерта Live in Stockholm на одном из дисков бокс-сета The Early Years 1965—1972 (сборник 1: Cambridge St/ation).

## Критика
«Matilda Mother» — одна из композиций Сида Барретта, созданная им на пике его творческой карьеры. По мнению ряда музыкальных критиков, а также исследователей и поклонников творчества Pink Floyd, «Matilda Mother» представляет собой типичный образец поэзии и музыки Сида Барретта, равно как и ряд других его песен с диска The Piper at the Gates of Dawn, вошедшего в историю рок-музыки как классический альбом британской психоделии.
Итальянский музыкальный критик Пьеро Скаруффи в критическом обзоре альбома The Piper at the Gates of Dawn отметил, что трек «Matilda Mother» является «балладой, которая поднимается ввысь в звуках небесного хора» и олицетворяет собой вслед за «Lucifer Sam» «ещё одну форму, воинственную и фаталистичную, создающую эффект отчуждения».
В журнале Rolling Stone, поставившем альбому The Piper at the Gates of Dawn высшую оценку, отмечается, что в таких песнях, как «Matilda Mother», «Flaming», «Lucifer Sam» и «Bike» вокал и гитара Сида Барретта «балансируют между эйфорией и психическим помешательством».
Николас Шэффнер охарактеризовал некоторые песни из альбома The Piper at the Gates of Dawn, включая и «Matilda Mother», как «излучающие удивительный свет», «обезоруживающе наивные, заразительно мелодичные и потрясающе оригинальные», свободные «от обычных рок-н-ролльных клише, относящихся к любви и сексу».
В статье New Musical Express, посвящённой переизданию The Piper at the Gates of Dawn, «Matilda Mother», так же, как и остальные песни с альбома о «кошках, серебряных башмаках, единорогах, мышонке Джеральде, велосипедах, гномах, огородных пугалах и „Книге Перемен“» названы «самыми изобретательными и поразительными из всех, что когда-либо были записаны».
В обзоре альбома The Piper at the Gates of Dawn на сайте BBC Music «Matilda Mother» названа песней из «серии сказок о кошках, серебряных башмаках, единорогах» и т. п., которые в наше время «звучат ужасно», но, несмотря на это, «для 1967 года эти песни были новыми и свежими, более того, они звучали крайне очаровательно и без намёка на принятое в те времена, считавшееся очень „крутым“, американское произношение».

## Издания
Песня «Matilda Mother» издавалась на следующих студийных альбомах, саундтреках и сборниках группы Pink Floyd:
| год  | альбом                                         | лейбл                                                 | примечание |
| ---- | ---------------------------------------------- | ----------------------------------------------------- | --- |
| 1967 | The Piper at the Gates of Dawn                 | Columbia / EMI (Великобритания) Tower / Capitol (США) | оригинальная запись |
| 1974 | The Best of the Pink Floyd / / Masters of Rock | Columbia                                              | оригинальная запись в сборнике лучших композиций |
| 1974 | A Nice Pair                                    | Capitol                                               | оригинальная запись в переиздании 2 ранних студийных альбомов |
| 1979 | The First XI                                   | Harvest Records / EMI                                 | оригинальная запись в переиздании 11 студийных альбомов группы, включая альбом The Piper at the Gates of Dawn |
| 2007 | Oh, by the Way                                 | EMI                                                   | оригинальная запись в переиздании 14 студийных альбомов группы, включая альбом The Piper at the Gates of Dawn |
| 2007 | The Piper at the Gates of Dawn                 | EMI                                                   | оригинальная запись в издании, посвящённом 40-летнему юбилею альбома The Piper at the Gates of Dawn: в моно- и стереовариантах, а также (на 3-м бонусном диске) альтернативная версия                                                                              |
| 2010 | An Introduction to Syd Barrett                 | Harvest Records / EMI (Великобритания) Capitol (США)  | альтернативная версия |
| 2011 | Discovery                                      | EMI                                                   | оригинальная запись в переиздании 14 студийных альбомов группы, включая альбом The Piper at the Gates of Dawn |
| 2016 | The Early Years 1965–1972                      | Pink Floyd Records                                    | сборник 1: Cambridge St/ation — альтернативная версия 2010 mix; Live in Stockholm 1967 (концертная аудиоверсия — запись 1967 года в Стокгольме); сборник 7: Continu/ation — BBC Radio Session (концертная аудиоверсия — запись на радио BBC 25 сентября 1967 года) |
| 2016 | Cre/ation: The Early Years 1967—1972           | Pink Floyd Records                                    | альтернативная версия |

Концертные версии песни «Matilda Mother» включены в ряд бутлегов, в числе которых Starclub Phyco (запись концерта в клубе Starclub в Копенгагене), Happening at the Golden Circle (запись концерта в клубе Golden Circle в Стокгольме), Complete BBC Sessions 1967—1968 (запись на радио BBC в сентябре 1967 года) и т. д.

## Кавер-версии
- в 1980 году кавер-версия песни «Matilda Mother» была создана участниками британской панк-группы The Damned, в 2008 году эта запись была неофициально издана в сборнике редких треков и демо Rare Tracks And Demos Volume Two 80—83[52];
- в 1987 году свою версию «Matilda Mother» записал английский автор-исполнитель Пол Роланд[англ.], эта запись была издана как в альбоме Пола Роланда Danse Macabre, так и в альбоме-трибьюте с песнями Сида Барретта Beyond The Wildwood[англ.][53][54];
- в 1999 году германская дум-металлическая группа Dreaming включила переработку песни «Matilda Mother» в свой альбом Tý Volœý[55];
- в 2004 году «Matilda Mother» была записана в сборнике кавер-версий Gourmet Sounds голландской группы Furtips[56];
- в 2008 году для трибьют-альбома Like Black Holes In The Sky 5-минутную кавер-версию «Matilda Mother» записала американская группа из Филадельфии Stinking Lizaveta[англ.][57];
- в 2013 году «Matilda Mother» была включена в трибьют-альбом More Animals at the Gates of Reason, записанный итальянскими музыкантами (исполнена группой VoloPindariQo)[58].

## Участники записи
Pink Floyd
- Сид Барретт — электрогитара, вокал;
- Роджер Уотерс — бас-гитара, бэк-вокал;
- Ричард Райт — клавишные, вокал;
- Ник Мейсон — ударные.

Продюсирование и звукозапись
- звукоинженер — Питер Боун;
- продюсер — Норман Смит;
- ремастеринг — Джеймс Гатри[англ.], Джоэл Плант (2007).